# Раэйси, Расул
Расул Раэйси (перс.  رسول رئیسی‎; 8 октября 1924, Ардебиль, Иран — 23 июля 2015, Тегеран, Иран) — иранский тяжелоатлет, бронзовый призёр чемпионата мира в Схевенингене (1949).

## Спортивная карьера
В юности занимался многими видами спорта, но тяжёлой атлетикой он заинтересовался случайно, во время англо-советского вторжения в Иран во время Второй мировой войны, когда он решил произвести впечатление на советских военных. Оказавшись талантливым спортсменом, он начал тренироваться и был отобран в национальную сборную на летние Олимпийские игры в Лондоне (1948), на которых занял восьмое место в полутяжёлом весе (82,5 кг) с результатом по сумме троеборья 355,0 кг.
На чемпионате мира в голландском Схевенингене (1949) стал бронзовым призёром, затем стал чемпионом на Азиатских играх в Дели (1951) в весовой категории 90 кг.
По завершении спортивной карьеры занимался развитием иранской тяжёлой атлетики. 